# كونراد الأول، كونت أوكسار
كونراد الأول (توفي. حوالي.864)؛ كان كونت لعدد من المناطق أبرزها أرجاو وأوكسار، وحول بحيرة كونستانس، وكذلك باريس من 859 إلى 864/2، وأيضا رئيس الدير سان جيرمان في أوكسار، والدها هو فلف.
كان كونراد هو من أوائل أسرة فلف الأكبر، وهو فرد من فرع بورغندي؛ وأيضا هو شقيق الإمبراطورة جوديث زوجة الإمبراطور لويس التقي، والملكة هيما زوجة لودفيغ الألماني أبن الإمبراطور لويس التقي؛ تزوج من أديلايد من تور أبنة كونت تور هيو أنجبت له هيو وكونراد الأصغر - تخلوا عن أراضيه لصالح لودفيغ الألماني، وذهبوا إلى شارل الأصلع (أبن جوديث)، بحيث تم مكأفاتهم بسخاء في العديد من النماصب، في حين صادر لودفيغ الألماني أراضيهم في بافاريا، وزوجته بعد وفاته تزوجت من روبرت القوي ويعتبرا سليل سلالة الكابيتية أسرة الحاكمة في فرنسا لاحقاً.